# Hailing Dao
Hailing Dao (kinesiska: 海陵岛) är en ö i Kina. Den ligger i provinsen Guangdong, i den södra delen av landet, omkring 220 kilometer sydväst om provinshuvudstaden Guangzhou. Arean är 106 kvadratkilometer. Den sträcker sig 11,9 kilometer i nord-sydlig riktning, och 22,0 kilometer i öst-västlig riktning.
Genomsnittlig årsnederbörd är 2 211 millimeter. Den regnigaste månaden är juli, med i genomsnitt 372 mm nederbörd, och den torraste är januari, med 25 mm nederbörd.